# Metopius calocatus
Metopius calocatus là một loài tò vò trong họ Ichneumonidae.